# Olesno (district)
Olesno (powiat oleski) is een Pools district (powiat) in de woiwodschap Opole. Het district heeft een oppervlakte van 973,62 km² en telt 65.547 inwoners (2014).
Stadsdistrict:
Opole

Districten:
Brzeg · Głubczyce · Kędzierzyn-Koźle · Kluczbork · Krapkowice · Namysłów · Nysa · Olesno · Opole · Prudnik · Strzelce